# Falciot de Rotshchild
El falciot de Rotshchild (Cypseloides rothschildi) és una espècie d'ocell de la família dels apòdids (Apodidae).

## Hàbitat i distribució
Vola sobre zones obertes als turons propers als Andes del nord-oest de l'Argentina i sud de Bolívia.